# Oscar Rodrigues da Nova
Oscar Rodrigues da Nova (Jaraguá do Sul, 3 de janeiro de 1907 – Florianópolis, 15 de fevereiro de 1971) foi um político brasileiro.
Filho de Domingos Rodrigues da Nova Júnior e de Corina Silveira da Nova. Casou com Alécia Antunes da Nova.
Foi para Cruzeiro em 1933, atual município de Joaçaba, onde foi gerente da empresa Carl Hoepcke S/A.
Foi deputado à Assembleia Legislativa de Santa Catarina na 2ª legislatura (1951 — 1955), na 3ª legislatura (1955 — 1959), e na 4ª legislatura (1959 — 1963), eleito pelo Partido Social Democrático (PSD).